# 티엔 추아
티엔 추아(말레이어: Tian Chua)는 말레이시아의 정치인, 민주화운동가로 하카계 출신이다. 본명은 추아티엔창(말레이어: Chua Tian Chang)이며, 흔히 티엔 추아로 알려져 있다. 하카계 출신이다.
현재 쿠알라룸푸르 바투 지역 국회의원이며, 현재 야권연합인 인민동맹(PR) 내 인민정의당(PKR)의 부총재를 역임하고 있다.